# 달과 꼭지
《달과 꼭지》(La Teta Y La Luna, The Tit And The Moon)는 프랑스에서 제작된 비가스 루나 감독의 1994년 코미디 영화이다. 비엘 듀란 등이 주연으로 출연하였고 안드레스 빈센테 고메스 등이 제작에 참여하였다.

## 출연

### 주연
- 비엘 듀란
- 마틸다 메이
- 제라르드 다몬

### 조연
- 미구엘 포베다
- 아벨 포크
- 로라 매너